# Аскио (Мачерата)
Аскио (итал. Aschio) насеље је у Италији у округу Мачерата, региону Марке.
Према процени из 2011. у насељу је живело 24 становника. Насеље се налази на надморској висини од 811 м.